# Carinavalva
Carinavalva é um género botânico pertencente à família Brassicaceae.